# Lázaro Cárdenas, Yajalón
Lázaro Cárdenas är en ort i Mexiko.   Den ligger i kommunen Yajalón och delstaten Chiapas, i den sydöstra delen av landet, 800 km öster om huvudstaden Mexico City. Lázaro Cárdenas ligger 1 006 meter över havet och antalet invånare är 1 151.
Terrängen runt Lázaro Cárdenas är kuperad västerut, men österut är den bergig. Runt Lázaro Cárdenas är det ganska tätbefolkat, med 67 invånare per kvadratkilometer. Närmaste större samhälle är Petalcingo, 4,9 km nordväst om Lázaro Cárdenas. I omgivningarna runt Lázaro Cárdenas växer i huvudsak städsegrön lövskog.